# Bailieul
Bailieul is een historisch Frans merk van motorfietsen.
De bedrijfsnaam was: Ets. Bailieul, Levallois.
Bailieul begon in 1904 motorfietsen te maken met inbouwmotoren van Peugeot- en Buchet. Het merk bestond niet lang en beëindigde in elk geval uiterlijk in 1910 haar productie, maar sommige bronnen maken melding van een bijzondere watergekoelde eigen Bailieul-motor waarvan de kleppen via coaxiale stoterstangen bediend werden. Die motor zou in 1905 zijn gebouwd.